# Glen D. Hardin
Glen Dee Hardin (18 de abril de 1939) es un pianista y arreglista norteamericano conocido por sus trabajos para artistas como Elvis Presley, Emmylou Harris, John Denver, y Ricky Nelson.

## Carrera
Hardin nació en la pequeña localidad de Wellington, Texas. Tras pasar por la Armada, en 1959 comenzó su carrera musical en Long Beach, California, integrándose en la banda del Palamino Club en Hollywood Norte, considerado por del diario Los Angeles Times como el mejor club de música country de la Costa Oeste. Por el local pasaron figuras de la talla de Buck Owens, Johnny Cash, Patsy Cline, Linda Ronstadt, Hoyt Axton o Willie Nelson. También fue frecuentado por artistas como Merle Haggard y Jerry Lee Lewis.
Poco después, pasó a formar parte de los Shindogs, la banda oficial de Shindig!, un show musical de la cadena ABC que estuvo en antena de 1964 a 1966. La banda del programa, llamada originalmente The Shin-diggers y posteriormente renombrados como The Shindogs, contó junto al joven Campbell, con James Burton, Billy Preston, Delaney Bramlett, Joey Cooper y Leon Russell entre sus componentes. Uno de los primeros episodios de Shindig! fue grabado en Gran Bretaña con la presencia de The Beatles como protagonistas. El programa, que volvería a grabarse en Londres en varias ocasiones más, se haría eco también de otras bandas de la denominada "Invasión británica" como The Who y los Rolling Stones. Muchos intérpretes populares de la época pasaron por el show, incluyendo artistas como Ray Charles, Sam Cooke, Lesley Gore, Bo Diddley y Sonny y Cher. Una característica notable de Shindig! fue que presentó indistintamente a intérpretes blancos y negros en una época en la que estaba muy latente el problema de la segregación racial en los Estados Unidos.
Nativo del oeste de Texas, Hardin había crecido junto al batería Jerry Allison y al bajista Joe B. Mauldin, ambos miembros de The Crickets, la banda de Buddy Holly. Tras la muerte de Holly en 1959, The Crickets continuaron grabando y actuando con el guitarrista y compositor Sonny Curtis. Durante este periodo Hardin se convirtió en una especie de miembro honorífico del grupo colaborando con la banda durante muchos años. Alcanzó el éxito como compositor por primera vez en 1965 con el tema "Count Me In", grabado por Gary Lewis & the Playboys. "Where Will The Words Come From" y "My Heart's Symphony" fueron también exitosas canciones compuestas por Hardin para Lewis. Como pianista de sesión, ha trabajado para importantes artistas de una gran variedad de géneros musicales como Bing Crosby, Nancy Sinatra, Dean Martin, Ricky Nelson, Buck Owens, John Denver, Linda Ronstadt, Kenny Rogers, Johnny Rivers, Merle Haggard, Michael Nesmith, Waylon Jennings, y Dwight Yoakam.
En 1970, Hardin recibió la llamada de Elvis Presley que le ofreció reemplazar a Larry Muhoberac en la TCB Band. Junto a James Burton, Jerry Scheff y Ron Tutt, Hardin acompañó a Elvis en giras y grabaciones hasta 1976, incluyendo el especial de televisión Aloha From Hawaii.  Estudió arreglos y compuso muchos de los éxitos de Presley como "The Wonder of You", "Let It Be Me" y "I Just Can't Help Believin". 
En 1972, Gram Parsons, considerado el padre del country rock, contrató a la TCB Band para grabar su primer álbum, GP. Además de tocar el piano, Hardin ejerció como director musical de la grabación tanto en este álbum como en su segundo trabajo de Parsons, Grievous Angel. A raíz de estos trabajos, conoció a Emmylou Harris, en cuya banda, la influyente Hot Band, acabó integrándose tras la muerte de Parsons. A lo largo de los años muchos artistas de renombre formaron parte de Hot Band, James Burton, John Ware, Rodney Crowell, Hank deVito, Emory Gordy, Jr., Albert Lee, Larrie Londin o Ricky Skaggs. Hardin también tocó el piano junto a Roy Orbison en el especial de televisión, A Black and White Night.